# Heteropoda tetrica
Heteropoda tetrica este o specie de păianjeni din genul Heteropoda, familia Sparassidae, descrisă de Thorell, 1897. Conform Catalogue of Life specia Heteropoda tetrica nu are subspecii cunoscute.